# Hostovice, Snina
Hostovice este o comună slovacă, aflată în districtul Snina din regiunea Prešov, pe malul râului Udava⁠(d). Localitatea se află la altitudinea de 387 m deasupra n.m., se întinde pe o suprafață de 29,042 km2 și în 2017 număra 285 de locuitori. Se învecinează cu Osadné, Solinka⁠(d), Stakčín, Parihuzovce, Snina, Čukalovce, Nechválova Polianka, Nižná Jablonka, Nechválova Polianka și Vyšná Jablonka.

## Istoric
Localitatea Hostovice este atestată documentar din 1567.

## Demografie
| An:                | 1994 | 2004    | 2014    | 2024    |
| ------------------ | ---- | ------- | ------- | ------- |
| Număr de persoane: | 388  | 349     | 290     | 235     |
| Diferență:         |      | −10,05% | −16,90% | −18,96% |

| An:                | 2023 | 2024   |
| ------------------ | ---- | ------ |
| Număr de persoane: | 237  | 235    |
| Diferență:         |      | −0,84% |